# Vidriera del Rey

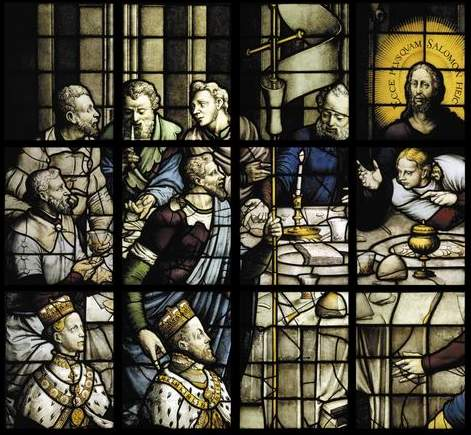
Felipe II bajo la Última Cena.

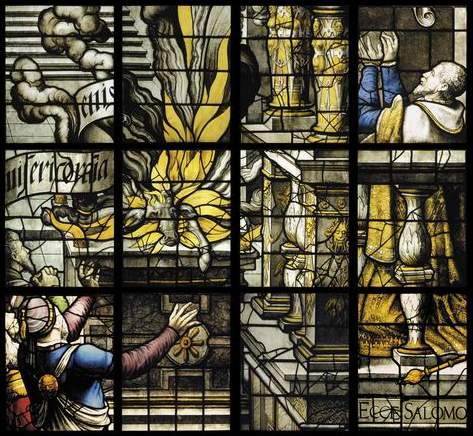
Consagración del Templo por Salomón.

Se conoce como la Vidriera del Rey al séptimo vitral de la Iglesia de Sint Janskerk (san Juan Bautista) de Gouda, en los Países Bajos, que fue pintado por Dirck Crabeth y donado a la catedral por María Tudor y Felipe II de España a la catedral holandesa en 1557.
En el vitral, los reyes aparecen arrodillados en adoración frente a la eucaristía en la escena de la Última Cena. La significación de la vidriera alude a la presencia real de Dios en los templos a través de la eucaristía, por lo que está directamente relacionado con el tercio superior donde el tema de la Consagración del Templo de Salomón, ya que fue la primera vez en que Yahvé residió en un templo estable tras siglos de viajes en un tabernáculo móvil que se construía en torno al Arca de la Alianza. Estos dos temas serían más tarde de gran importancia en el monasterio de El Escorial construido por Felipe II.
En la plataforma del Templo, bajo Salomón se puede leer «Mirad, he aquí a Salomón» (ecce Salomo heic), de la misma forma que en la corona de Jesucristo reza «Mirad, he aquí al que es más que Salomón» (ecce plus quam Salomon heic, Mt 12:42). Esta frase, que hace alusión Jesús, se sitúa en la zona de la vidriera en que aparece Felipe, lo que contribuye a realzar el salomonismo del mismo, que alcanzará su máxima cota con El Escorial y el Templo de Salomón.
El último tercio está ocupado por varias inscripciones heráldicas y los escudos de armas de los dos fundadores. El de Felipe incluye la llamada "Cruz de Jerusalén", que significa a los monarcas como reyes de Nápoles, Sicilia y Tierra Santa. Este cuartel del escudo dejó de usarse definitivamente tras la anexión de Portugal, momento en que se oficializó el escudo, como el que se puso en la fachada principal de El Escorial. La inscripción reza: «El más ilustre Felipe, hijo del invencible / César Augusto Carlos V, por la mayor gracia de Dios rey de España, Inglaterra, Francia, / Dos Sicilias, etc., archiduque de Austria, duque de Borgoña, Brabante, Güeldres, etc., conde de Flandes, Hainaut, Holanda, Zelanda, etc. y señor de Frisia, etc. / padre de nuestra Patria, príncipe clementísimo y religiosísimo, / donó esta ventana para decorar esta iglesia. Puede su trono, / cubriendo el mundo íntegro como el sol, pasar a la eternidad. / En el año del Señor Cristo Salvador 1557».